# Güneysu
Güneysu là một huyện thuộc tỉnh Rize, Thổ Nhĩ Kỳ. Huyện có diện tích 89 km² và dân số thời điểm năm 2007 là 12616 người, mật độ 142 người/km².